# Jens Bing Dons
Jens Bing Dons (født 3. januar 1734 i Trondhjem, død 19. maj 1802 sammesteds) var en norsk retslærd.
Faderen, kancelliråd Poul Dons, var stadsfysikus i Trondhjem og siden borgmester og lagmand; moderen hed Anna Lorentzdatter Holst. Dons blev student 1750, fik den juridiske doktorgrad 1767 for en afhandling De jure retractus gentilitii og blev samme år professor i lovkyndighed ved Københavns Universitet. Straks efter blev han første vicepræsident i Det Kongelige Danske Landhusholdningsselskab og 1769 medlem af Det Kongelige Norske Videnskabers Selskab i Trondhjem. Ved Universitetet begyndte han efter Kofod Anchers tilskyndelse selvstændige systematiske forelæsninger over den danske ret, der hidtil kun var blevet foredraget i forbindelse med den romerske ret og som et accessorium til denne; men hans akademiske virksomhed afsluttedes hurtigt, idet han 1771 blev udnævnt til deputeret i det Danske Kancelli, fra hvilken stilling han dog blev afskediget med pension 1773, en modgang, der nedbøjede ham stærkt. I 1777 blev han etatsråd og 1778 lagmand over Trondhjems Lagstol, 1797 udnævntes han til justitiarius ved den samme år oprettede Stiftsoverret for Trondhjem, fra hvilken stilling han tog sin afsked 1800.
Dons nød anseelse hos samtiden som en "lærd og fornuftig" mand, og hans bortgang fra Universitetet beklagedes almindeligt som et stort tab for videnskaben. Hans akademiske forelæsninger over den Danske og Norske Lov er oversatte fra latin og udgivne af Christian Ditlev Hedegaard 1780-81 (fire bind), men denne udgave er vistnok foranstaltet uden forfatterens medvirkning, i alt fald er indholdet temmelig ringe både i reel og sproglig henseende. Et langt bedre indtryk af Dons som videnskabsmand får man af hans gennemsete og med anmærkninger forsynede udgave (1763) af Hesselbergs Juridisk Kollegium og af hans egne talrige disputatser. Han var gift med Anna Maria Schjøtt (død 1797), enke efter kobbertoldforvalter med mere, kammerråd Ole Pedersen Wahl i Trondhjem.